# Pseudalosterna obliquata
Pseudalosterna obliquata är en skalbaggsart som beskrevs av Holzschuh 1989. Pseudalosterna obliquata ingår i släktet Pseudalosterna och familjen långhorningar. Inga underarter finns listade i Catalogue of Life.